# Третье правило волшебника
Тре́тье пра́вило волше́бника, или Защи́тники Па́ствы (англ. Blood of the Fold) — роман Терри Гудкайнда в стиле фэнтези. Третий в цикле «Меч Истины». Оригинал вышел в 1996 году Tor Books. Русское издание выпущено в серии «Век Дракона» в 1998 году. В 2013 году книга была переиздана в новой серии «Легенда об Искателе» под названием «Защитники Паствы».

## Третье правило
Третье правило волшебника гласит:

«Страсть правит разумом».

## Сюжет
Сёстрам Тьмы приходится повернуть корабль по приказу сноходца Джеганя, нового правителя Имперского Ордена, который внушает им страх. Аббатиса Аннелина и пророк Натан умерли. Лечение аббатисы стоило пророку жизни. Теперь предстоит борьба за титул, о котором есть зловещие пророчества. Но аббатиса Аннелина сумела всё устроить по-своему. Она оставила перстень аббатисы с печатью своей воли в защитном коконе, сквозь который смогла пройти только Сестра Верна. Теперь она аббатиса, хоть и не рада этому.
На Ричарда напали мрисвизы. В ходе сражения они выяснили, что гары могут чувствовать присутствие мрисвизов. Позже он наткнулся на отряд Защитников Паствы и чуть не стал их добычей, но его спасли Иган и Улик под предводительством Морд-Сит. Теперь они направились к д’харианскому войску, чтобы по древнему обычаю заставить их признать очередного Рала господином. Нападение мрисвизов помогло в этом деле, но Холли погибла, успев узнать, что магия этих созданий является Даром.
А в это время предводитель Защитников Паствы учиняет допрос некоторым гражданам, пытаясь выйти на след Матери-Исповедницы.
Ричард, добившись подчинения от д’харианского войска, объявляет себя предводителем Д’Хары. Он выставляет ультиматум всем Срединным Землям: либо они присоединяются к Д’Харе, присягнув ему на верность, и сохраняют свободу воли, либо вступают в Имперский Орден, который он намерен безжалостно уничтожить.
Защитники Паствы, с помощью колдуньи Лунетты, пытаются убить Ричарда, но терпят неудачу. Они бегут из Эйдиндрила, чтобы найти и убить Мать-Исповедницу.
Между тем, Сестра Верна выясняет, что аббатиса Аннелина и пророк Натан живы и только инсценировали свою смерть, чтобы исполнились пророчества нужной им ветви. Уоррен покидает Дворец Пророков.
Ричард, обеспокоенный судьбой Кэлен, посылает к ней с письмом гара. Узнав о действиях возлюбленного, Кэлен уговаривает Зедда отправиться ему на помощь. В поисках способа защитить город от Джеганя, Ричард отправляется в замок Волшебника.

## Персонажи книги
- Ричард Рал — лорд Рал, правитель Д’Харианской империи, Искатель Истины, боевой чародей
- Кэлен Амнелл — Мать-Исповедница, королева Галеи, возлюбленная Ричарда
- Кара — негласный лидер Морд-Сит, личный телохранитель лорда Рала
- Зеддикус Зул Зорандер — дед Ричарда, волшебник первого ранга
- Эди — колдунья
- Император Джегань — сноходец
- Тобиас Броган — предводитель Защитников Паствы
- Лунетта — сестра Тобиаса, колдунья, помогающая своему брату
- Гальтеро — офицер, помощник Брогана
- Бердина — Морд-Сит, владеющая древнед’харианским языком
- Холли — Морд-Сит
- Райна — Морд-Сит, возлюбленная Бердины
- Иган и Улик — д’харианцы, личные телохранители Ричарда Рала
- Верна — аббатиса сестёр Света
- Уоррен — волшебник, пророк, возлюбленный Верны
- Никки — сестра Тьмы в прошлом обучавшая Ричарда
- Сёстры Тьмы: Улиция, Тови, Цецилия, Эрминия, Мерисса, Леома